# Le Val-Doré
Le Val-Doré est une commune nouvelle française située dans le département de l'Eure en région Normandie.

## Géographie

### Hydrographie
La commune est située dans le bassin Seine-Normandie. Elle est drainée par l'Iton, le Rouloir, le fossé 01 de la Côte d'Ivry et divers autres petits cours d'eau,.
L'Iton, d'une longueur de 132 km, prend sa source dans la commune de Mahéru et se jette  dans l'Eure à Acquigny, après avoir traversé 39 communes.
Le Rouloir, d'une longueur de 49 km, prend sa source dans la commune de Saint-Ouen-sur-Iton et se jette  dans un bras de l'Iton à Glisolles, après avoir traversé 15 communes.Les caractéristiques hydrologiques de le Rouloir sont données par la station hydrologique située sur la commune de Glisolles. Le débit moyen mensuel est de 0,917 m3/s. Le débit moyen journalier maximum est de 3,12 m3/s, atteint lors de la crue du 7 juin 2018. Le débit instantané maximal est quant à lui de 3,17 m3/s, atteint le 6 juin 2018.

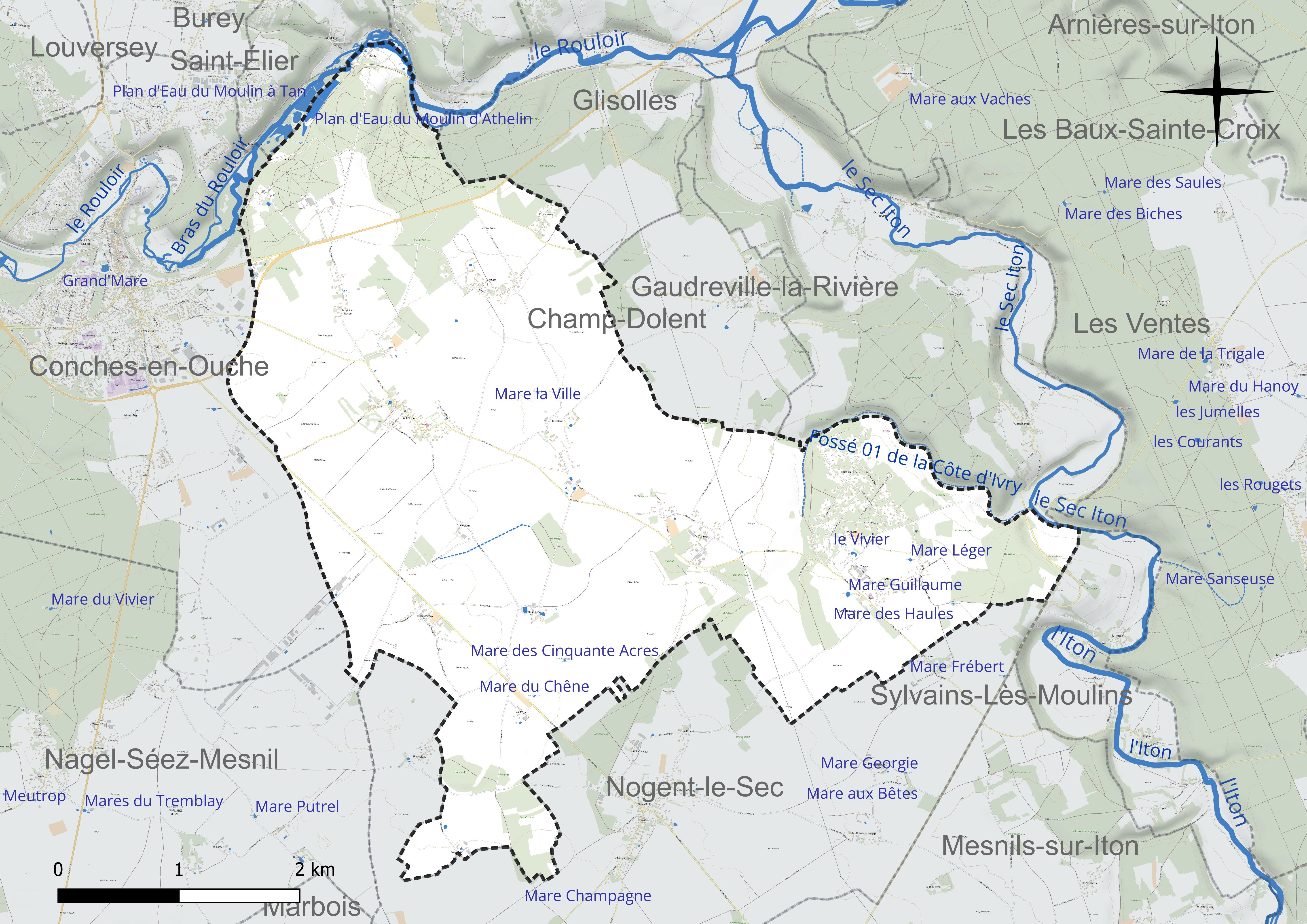
Réseau hydrographique du Val-Doré.

Neuf plans d'eau complètent le réseau hydrographique : la mare des Cinquante Acres (0 ha), la mare des Haules (0 ha), la mare du Chêne (0 ha), la mare Guillaume (0,1 ha), la mare la Ville (0,1 ha), la mare Léger (0 ha), le plan d'eau du Moulin d'Athelin (2,9 ha), le plan d'eau du Moulin Neuf, d'une superficie totale de 1,6 ha (0 ha sur la commune) et le Vivier (0 ha),.

### Climat
Pour des articles plus généraux, voir Climat de la Normandie et Climat de l'Eure.
En 2010, le climat de la commune est de type climat océanique dégradé des plaines du Centre et du Nord, selon une étude du CNRS s'appuyant sur une série de données couvrant la période 1971-2000. En 2020, Météo-France publie une typologie des climats de la France métropolitaine dans laquelle la commune est exposée à un climat océanique et est dans une zone de transition entre les régions climatiques « Sud-ouest du bassin Parisien » et « Côtes de la Manche orientale ». Parallèlement le GIEC normand, un groupe régional d’experts sur le climat, différencie quant à lui, dans une étude de 2020, trois grands types de climats pour la région Normandie, nuancés à une échelle plus fine par les facteurs géographiques locaux. La commune est, selon ce zonage, exposée à un « climat des plateaux abrités », correspondant aux plaines agricoles de l’Eure, avec une pluviométrie beaucoup plus faible que dans la plaine de Caen en raison du double effet d’abri provoqué par les collines du Bocage normand et par celles qui s’étendent sur un axe du Pays d'Auge au Perche.
Pour la période 1971-2000, la température annuelle moyenne est de 10,3 °C, avec  une amplitude thermique annuelle de 14,2 °C. Le cumul annuel moyen de précipitations est de 651 mm, avec 10,8 jours de précipitations en janvier et 8,1 jours en juillet. Pour la période 1991-2020, la température moyenne annuelle observée sur la station météorologique la plus proche, située sur la commune de Guichainville à 12 km à vol d'oiseau, est de 11,1 °C et le cumul annuel moyen de précipitations est de 659,6 mm,. Pour l'avenir, les paramètres climatiques de la commune estimés pour 2050 selon différents scénarios d’émission de gaz à effet de serre sont consultables sur un site dédié publié par Météo-France en novembre 2022.

## Urbanisme

### Typologie
Au 1er janvier 2024, Le Val-Doré est catégorisée commune rurale à habitat dispersé, selon la nouvelle grille communale de densité à 7 niveaux définie par l'Insee en 2022.
Elle est située hors unité urbaine. Par ailleurs la commune fait partie de l'aire d'attraction d'Évreux, dont elle est une commune de la couronne,. Cette aire, qui regroupe 108 communes, est catégorisée dans les aires de 50 000 à moins de 200 000 habitants,.

## Toponymie
Val, est une forme de relief au sens plus restreint que celui de la vallée.
Le néo-toponyme est inspiré du toponyme de la commune déléguée d'Orvaux, attesté sous la forme latinisée Aurea valles en 1180, toponyme médiéval du type Orval / Orival au pluriel et signifiant « les vaux d'or ».

## Histoire
Créée par un arrêté du préfet de l'Eure du 21 septembre 2017, elle regroupe les anciennes communes du Fresne, du Mesnil-Hardray et d'Orvaux à compter du 1er janvier 2018.

## Politique et administration

### Conseil municipal
Jusqu'aux élections municipales de 2020, le conseil municipal de la nouvelle commune est constitué de tous les conseillers municipaux issus des conseils des anciennes communes. Le maire de chacune d'entre elles devient maire délégué.
| Nom               | Code Insee | Code postal | Superficie (km2) | Population (dernière pop. légale) | Densité (hab./km2) | Modifier                                    |
| ----------------- | ---------- | ----------- | ---------------- | --------------------------------- | ------------------ | ------------------------------------------- |
| Orvaux (siège)    | 27447      | 27430       | 6,20             | 523 (2016)                        | 84                 | modifier les données · modifier les données |
| Le Fresne         | 27268      | 61190       | 9,13             | 325 (2016)                        | 36                 | modifier les données · modifier les données |
| Le Mesnil-Hardray | 27402      | 27190       | 4,84             | 71 (2016)                         | 15                 | modifier les données · modifier les données |

### Liste des maires
| Période      | Période  | Identité             | Étiquette | Qualité                                           |
| ------------ | -------- | -------------------- | --------- | ------------------------------------------------- |
| janvier 2018 | mai 2020 | Claude Morisset      | PS        | Agriculteur retraité Maire d'Orvaux (2001 → 2017) |
| mai 2020     | En cours | Jeannick Lapeyronnie | SE-DVD    |                                                   |

## Démographie
L'évolution du nombre d'habitants est connue à travers les recensements de la population effectués dans la commune depuis sa création.

En 2022, la commune comptait 883 habitants, en évolution de −3,92 % par rapport à 2016 (Eure : −0,25 %, France hors Mayotte : +2,11 %).
| 2015 | 2020 | 2022 |
| ---- | ---- | ---- |
| 922  | 888  | 883  |

## Culture locale et patrimoine

### Lieux et monuments
- Église du Mesnil-Hardray